# Венгожево (гміна)
Гмі́на Венгоже́во (пол. Gmina Węgorzewo) — місько-сільська гміна у північній Польщі. Належить до Венгожевського повіту Вармінсько-Мазурського воєводства.
Станом на 31 грудня 2011 у гміні проживало 17287 осіб.

## Територія
Згідно з даними за 2007 рік площа гміни становила 341.11 км², у тому числі:
- орні землі: 52.00%
- ліси: 15.00%

Таким чином, площа гміни становить 49.19% площі повіту.

## Населення
Станом на 31 грудня 2011:
| Опис     | Загалом | Загалом | Чоловіки | Чоловіки | Жінки | Жінки |
| -------- | ------- | ------- | -------- | -------- | ----- | ----- |
| одиниця  | осіб    | %       | осіб     | %        | осіб  | %     |
| все      | 17287   | 100     | 8654     | 50.06    | 8633  | 49.94 |
| міське   | 11660   | 100     | 5804     | 49.78    | 5856  | 50.22 |
| сільське | 5627    | 100     | 2850     | 50.65    | 2777  | 49.35 |

## Сусідні гміни
Гміна Венґожево межує з такими гмінами: Будри, Ґіжицько, Кентшин, Позездже, Сроково.